# Wax Poetic
Wax Poetic – nowojorska grupa trip-hopowa. Zespół poznał się w roku 1997, za sprawą guru muzyki Turkish-born –  Ilhana Ersahina, który nadal jest jego aktualnym członkiem – gra na  saksofonie tenorowym.
Grupa miała swoje początki w popularnym, ale już nieistniejącym klubie Save the Robots, eksperymentując z miksowaniem muzyki heavy groove  drumm'n'bass w połączeniu z  elementami szybkiego tańca.
 Ersahin i spółka podpisali pod koniec lat 90. kontrakt z wytwórnią Atlantic Records i w czerwcu 2000 roku wydali debiutancki album "Wax Poetic".
Norah Jones należała do grupy jeszcze przed jej przełomowym albumem Come Away with Me. Możemy ją też usłyszeć w dwóch utworach z albumu NuBlu Sessions.
Pozostali członkowie zespołu – Thor Madsen (gitara i bity), Jesse Murphy (bas), Jochen Rueckert (perkusja), and Marla Turner (wokal). 

## Dyskografia
- 2000 – Wax Poetic
- 2003 – NuBlu Sessions
- 2006 – Brasil -
- 2006 – Copenhagen
- 2007 – Istanbul